# Kissasaari (ö i Norra Savolax, Norra Savolax)
Kissasaari är en ö i Finland. Den ligger i sjön Sulkavanjärvi och i kommunen Kiuruvesi i den ekonomiska regionen  Övre Savolax ekonomiska region  och landskapet Norra Savolax, i den centrala delen av landet, 400 km norr om huvudstaden Helsingfors. Öns area är 2,7 hektar och dess största längd är 310 meter i nord-sydlig riktning.